# Surrender (film, 1927)
Pour les articles homonymes, voir Surrender.
Pour plus de détails, voir Fiche technique et Distribution.
Surrender ! est un film américain réalisé par Edward Sloman, sorti en 1927.

## Synopsis
Sous peine de voir son village natal détruit, une jeune femme juive est contrainte de se donner à un officier de l'armée impérial russe.

## Fiche technique
- Titre original : Surrender !
- Réalisation : Edward Sloman
- Scénario : Edward J. Montagne, Charles Kenyon et Albert DeMond d'après la pièce Lea Lyon d'Alexander Brody
- Photographie : Gilbert Warrenton
- Montage : Edward L. Cahn
- Pays de production : États-Unis
- Format : Noir et blanc - 1,33:1 - Film muet
- Genre : romance
- Date de sortie : 1927

## Distribution
- Mary Philbin : Lea Lyon
- Ivan Mosjoukine : Constantine
- Otto Matieson : Joshua
- Nigel De Brulier : Rabbi Mendel Lyon
- Otto Fries : Tarras
- Daniel Makarenko : Général russe[1]

## Autour du film
Le film fut un échec commercial. Il s'agit du seul film américain dans lequel joua Ivan Mosjoukine. En effet, il ne parlait pas un mot d'anglais et le cinéma parlant arrivait à grands pas.